# Mont Chauve, Franska Guyana
Mont Chauve är ett berg i Franska Guyana (Frankrike). Det ligger i den centrala delen av landet, 130 km söder om huvudstaden Cayenne. Toppen på Mont Chauve är 198 meter över havet.
Terrängen runt Mont Chauve är huvudsakligen platt.  Trakten runt Mont Chauve är nära nog obefolkad, med mindre än två invånare per kvadratkilometer. Det finns inga samhällen i närheten. I omgivningarna runt Mont Chauve växer i huvudsak städsegrön lövskog.